# NGC 4682
NGC 4682 (również PGC 43147) – galaktyka spiralna z poprzeczką (SBc), znajdująca się w gwiazdozbiorze Panny. Odkrył ją William Herschel 25 marca 1786 roku.
W galaktyce tej zaobserwowano supernową SN 2011jh.